# 1983 en Algérie
Chronologie de l’Algérie
- 1979
- 1980
- 1981
- 1982
- 1983
- 1984
- 1985
- 1986
- 1987

Cet article présente les faits marquants de l'année 1983 en Algérie ou relatifs à l'Algérie; datation selon le calendrier grégorien.

## Événements
- 14-22 février : réunion à Alger de la seizième session du Conseil national palestinien ; Yasser Arafat, réélu à la tête de l’OLP, adopte une ligne combinant lutte armée et action politique. Il appelle à former une confédération avec la Jordanie et réitère le rejet des accords de Camp David[1].
- 26 février : première rencontre, à la frontière algéro-marocaine de Hassan II et Chadli Bendjedid[2].
- 18 au 20 mars  : le président Chadli Bendjedid se rend à Tunis. Il y rencontre son homologue Habib Bourguiba. Ils signent un « traité de fraternité et de concorde »[2].
- 7-10 novembre : première visite d'un président algérien à Paris[2].
- 19-22 décembre : Ve congrès du F.L.N. Le président Chadli, seul cadidat, est réélu[2].

## Sports

### Basket-ball
- Coupe d'Algérie de basket-ball 1982-1983
- Coupe d'Algérie de basket-ball 1983-1984

### Football
- Équipe d'Algérie de football en 1983
- Championnat d'Algérie de football 1982-1983
- Championnat d'Algérie de football 1983-1984
- Championnat d'Algérie de football de deuxième division 1982-1983
- Championnat d'Algérie de football de deuxième division 1983-1984
- Coupe d'Algérie de football 1982-1983
- Coupe d'Algérie de football 1983-1984
- Saison 1982-1983 de l'USM Alger
- Saison 1982-1983 de la Jeunesse électronique de Tizi Ouzou
- Saison 1982-1983 de l’ASC Oran

## Culture

### Cinéma
- Le Bal (en italien : Ballando, ballando), film franco-algéro-italien réalisé par Ettore Scola et sorti en 1983.
- Histoire d'une rencontre, film algérien de 1983 réalisé par Brahim Tsaki[3],[4].
- L'Épopée de Cheïkh Bouamama (ملحمة الشيخ بوعمامة, Buamama en version originale), film algérien réalisé par Benamar Bakhti, sorti en 1983.
- Le Moulin de monsieur Fabre, film algérien réalisé par Ahmed Rachedi en 1983 et sorti en 1986[5].
- La Zerda ou les chants de l'oubli (en arabe : الزردة و أغاني النسيان), film algérien réalisé par Assia Djebar et sorti en 1983.

## Naissances en 1983
- Naissance en Algérie en 1983

## Décès en 1983
- Décès en Algérie en 1983